# Ça donne envie d'aimer
 (juin 2017).
Si vous disposez d'ouvrages ou d'articles de référence ou si vous connaissez des sites web de qualité traitant du thème abordé ici, merci de compléter l'article en donnant les références utiles à sa vérifiabilité et en les liant à la section « Notes et références ».
Albums de Herbert Léonard
Pour le plaisir
(1981) Commencez sans moi
(1984)
Singles
1. Ça pleure pas un homme / Portrait d'une femme
Sortie : 1982
2. Ça donne envie d'aimer / Merci pour tout
Sortie : 1982

Ça donne envie d'aimer est un album (et un single au titre éponyme) du chanteur de variété français Herbert Léonard, sorti en 1982.

## Liste des titres
| A1. | Ça donne envie d'aimer                | 3:59 |
| A2. | Je mettrai le temps qu'il faudra      | 3:14 |
| A3. | On ne compte pas quand on aime        | 3:16 |
| A4. | Le tien le mien                       | 3:43 |
| A5. | Mais à part ça qu'est-c'que tu fais ? | 3:24 |

| B1. | Portrait d'une femme    | 4:04 |
| B2. | Des choses toutes bêtes | 3:45 |
| B3. | Ça pleure pas un homme  | 3:16 |
| B4. | Pour ne plus revenir    | 3:28 |
| B5. | Merci pour tout         | 4:06 |

Note
Dans l'édition espagnole, parue en 1983, le titre Mais à part ça qu'est-c'que tu fais ? (A5) est remplacé par Puro placer, la version espagnole du succès Pour le plaisir et placé en position A1.

## Crédits

### Membres du groupe
- Herbert Léonard : chant
- Julien Lepers : claviers
- Guy Delacroix : basse
- Pierre-Alain Dahan : batterie
- Slim Pezin : guitare électrique
- Pierre Dutour : bugle
- José Souc : guitare acoustique
- Patrick Bourgoin : saxophone, flûte
- Jacques Bolognesi : trombone
- Alfred "Freddy" Hovsepian : trompette
- Charles Pletsier, Pierre Gossez : cornemuses
- Chantal Richard, Francine Chantereau, Georges Philippe Costa, Michel Costa, Pascale Richard : chœurs

### Équipes technique et production
- Direction, arrangements : Christian Chevallier
- Ingénierie, mixage : Bernard Estardy